# بشار آل عاشور
بشار عبد الله آل عاشور (ولد 17 يونيو 1981) محور سعودي يلعب لـنادي الاتفاق السعودي، بدأ مشواره في نادي النور دوري درجة ثالثة، قبل أن ينتقل لنادي الخليج، ثم نادي الشباب الذي أعاره لنادي لحزم، وبعدها عاد إلى الشباب بعد انتهاء الأعارة، لم يستمر معه غير موسم، وطلبه نادي الاتفاق بمبلغ لم يتم الكشف عنه للأعلام.
بعد انتهاء عقده مع الشباب لعب لأندية الخليج والنهضة والطائي والصفا ونادي مضر ونادي أبها